# Nikolai Grigorjewitsch Repnin-Wolkonski

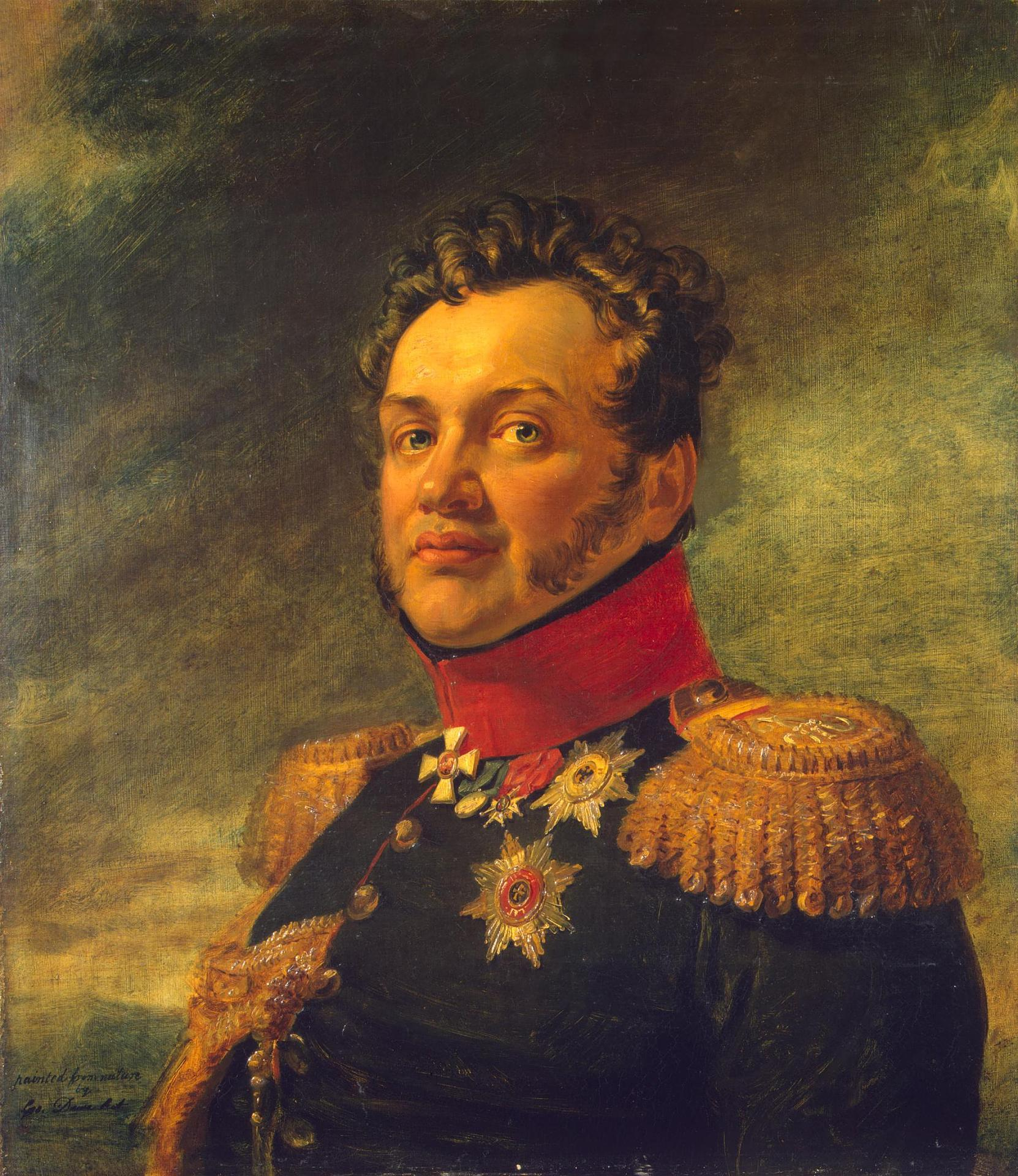
Fürst Nikolai Grigorjewitsch Repnin-Wolkonski, Porträt von George Dawe; vor 1829

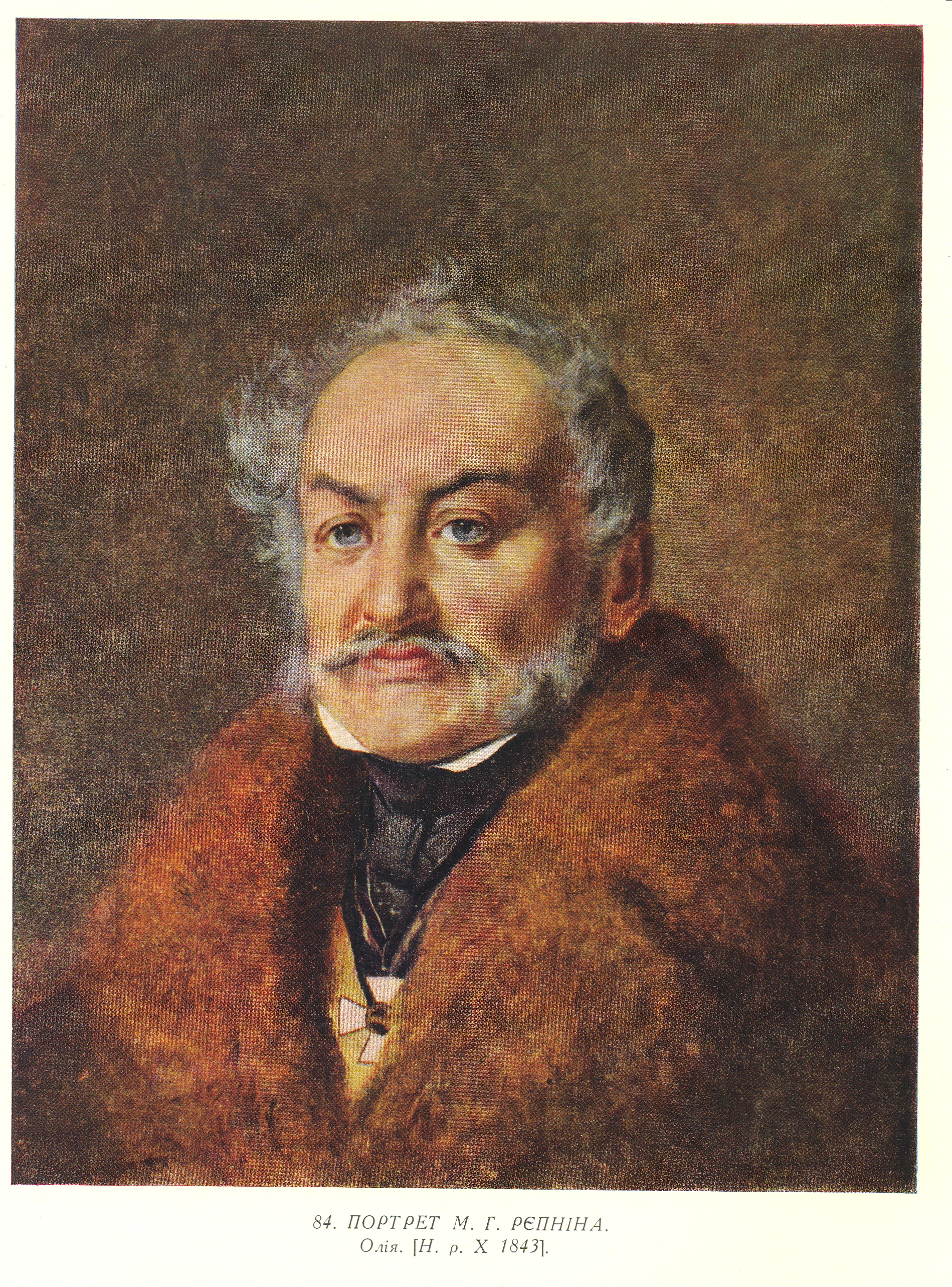
Fürst Nikolai Grigorjewitsch Repnin-Wolkonski, Porträt von Taras Schewtschenko; 1843

Fürst Nikolai Grigorjewitsch Repnin-Wolkonski (russisch Николай Григорьевич Репнин-Волконский, wiss. Transliteration Nikolaj Grigor'evič Repnin-Volkonskij; * 1778; † 6. Januarjul. / 18. Januar 1845greg. in Jagotin in der heutigen Ukraine) war ein General der Kavallerie der russischen Armee.

## Leben
Der Sohn des Generals Fürst Wolkonski, Adoptivsohn von Nikolai Wassiljewitsch Repnin, seines Großvaters mütterlicherseits, trat in die russische Leibgarde ein, nahm 1805 als Oberst der Chevaliergarde am Feldzug gegen die Franzosen teil, kam bei Austerlitz in Gefangenschaft und erhielt erst nach dem Tilsiter Frieden die Freiheit wieder.
Zum Generalmajor ernannt, war er 1809 Gesandter am westphälischen Hof, 1810 in Spanien, kehrte aber 1811 nach Russland zurück. 1812 trat er als Befehlshaber eines Reiterregiments in die Heeresabteilung des Grafen Wittgenstein ein und wurde im Oktober 1813 nach der Völkerschlacht bei Leipzig Generalgouverneur in Sachsen (Vizekönig), bis er im November 1814 durch das preußische Generalgouvernement der Hohen Verbündeten Mächte ersetzt wurde.
In diesem Zeitraum bemühte er sich um die Stabilisierung und den Wiederaufbau in Sachsen. Daneben engagierte er sich für die Dresdner Kunst und Kultur mit dem Ziel, Dresden zum „Mittelpunkt deutscher Kunst“ zu machen. So gab er unter anderem die Freitreppe zur Brühlschen Terrasse in Auftrag und auf seinen Befehl hin wurde der Große Garten für die Öffentlichkeit zugänglich. Für den dort verwundeten General Jean-Victor Moreau ließ er ein Denkmal auf der nahe Dresden gelegenen Räcknitzhöhe errichten.
Er nahm anschließend am Wiener Kongress teil, nachdem er 1815 am Feldzug gegen Napoleon teilgenommen hatte und wurde 1816 Gouverneur im Gouvernement Poltawa, 1835 zum Mitglied des Staatsrates ernannt.
1809 wurde er zum Ehrenmitglied der Göttinger Akademie der Wissenschaften gewählt.

## Familie
Nikolai war mit Warwara Alexejewna Repnina-Wolkonskaja (Варвара Алексеевна Репнина-Волконская; 1778–1864), der Enkelin von Kirill Grigorjewitsch Rasumowski, dem letzten Hetman der Saporoger Kosaken verheiratet. Eines seiner Kinder war die Schriftstellerin und Freundin Taras Schewtschenkos, Warwara Nikolajewna Repnina-Wolkonskaja.